# Rekin ślepy
Rekin ślepy (Brachaelurus waddi) – gatunek średniego rekina z rodziny Brachaeluridae, zamieszkującego płytkie wody przybrzeżne wschodniej Australii. Po raz pierwszy ten gatunek opisali niemieccy ichtiolodzy Marcus Elieser Bloch i Johann Gottlob Theaenus Schneider. Jest całkowicie niegroźny dla ludzi. Gdy zostanie przestraszony obraca gałki oczne do tyłu tak, że sprawia wrażenie ślepego.

## Występowanie

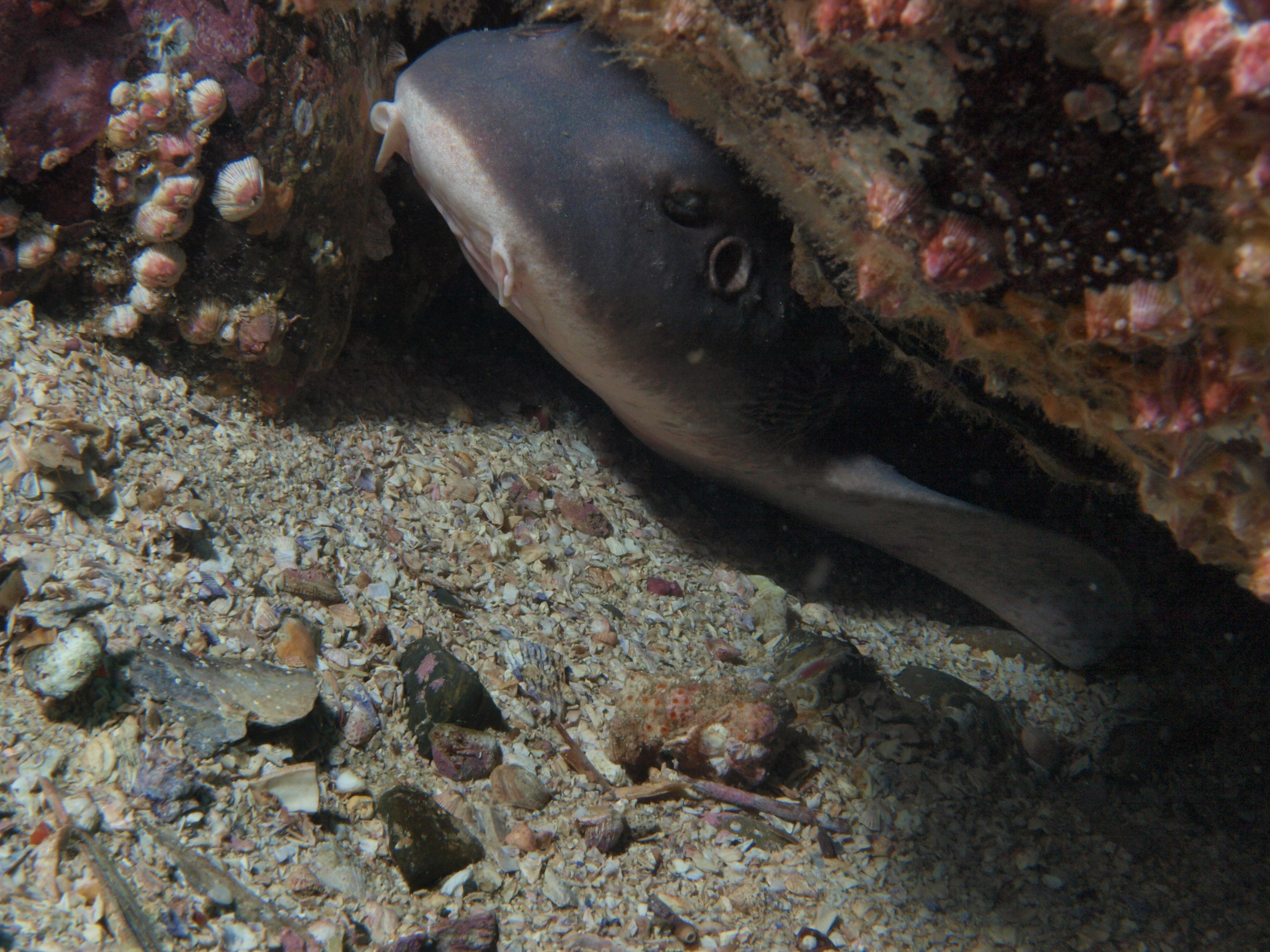
Gatunek preferuje skaliste środowisko.

Rekin ślepy występuje w środkowej części wschodniego wybrzeża Australii, od Mooloolaba w południowym Queensland, do Zatoki Jervis w Nowej Południowej Walii. Doniesienia o napotkaniu rekina w wodach zachodniej i północnej Australii, okazały się nieprawdziwe, gatunek pomylono z Chiloscyllium punctatum. Rekin ślepy zamieszkuje strefę bentoniczną, głównie skaliste brzegi, od basenów pływowych do głębokości 100 m. 

## Wygląd
Rekin ślepy osiąga maksymalnie około 1,2 m długości. Ma krępe ciało z dwiema blisko położonymi płetwami grzbietowymi podobnej wielkości, płetwą odbytową i długą płetwą ogonową. Głowa lekko spłaszczona, duże tryskawki umieszczone pod małymi oczami, dobrze rozwinięte nozdrza z odchodzącymi od nich wąsami. Skóra gładka, pokryta małymi plakoidalnymi łuskami. Ubarwienie od jasnego do ciemnobrązowego, strona brzuszna barwy żółtobrązowej. Ciało i płetwy zwykle nakrapiane małymi białymi plamkami. Młode osobniki posiadają szerokie, ciemne pasy w poprzek ciała, które zanikają w miarę dorastania.

## Odżywianie i rozmnażanie
Rekin prowadzi nocny tryb życia, żywi się głównie małymi rybami, krabami, krewetkami, kałamarnicami i ukwiałami.
Gatunek jest jajożyworodny. Samica rodzi 7-8 młodych w jednym miocie, późnym latem lub na wiosnę.